# جوردي بروير
جوردي بروير (بالهولندية: Jordy Brouwer)‏ هو لاعب كرة قدم هولندي في مركز الهجوم، ولد في 26 فبراير 1988 في لاهاي في هولندا. شارك مع منتخب هولندا لكرة القدم. أما مع النوادي، فقد لعب مع آر كي سي فالفيك وأدو دين هاغ وأياكس أمستردام وكريينهوت ونادي ليفربول.

## وصلات خارجية
- جوردي بروير على موقع قاعدة بيانات كرة القدم.إي يو (الإنجليزية)
- جوردي بروير على موقع Soccerway.com (الإنجليزية)